# Felching
 (janvier 2019).
Si vous disposez d'ouvrages ou d'articles de référence ou si vous connaissez des sites web de qualité traitant du thème abordé ici, merci de compléter l'article en donnant les références utiles à sa vérifiabilité et en les liant à la section « Notes et références ».
Le felching est une pratique sexuelle marginale présente dans les milieux hétérosexuels, homosexuels ou bisexuels.
Elle consiste à lécher le sperme depuis le vagin ou l'anus de son partenaire, puis d´embrasser ce dernier pour se transmettre et ainsi se partager ce mélange (cette dernière action est appelée « snowballing » en anglais).